# Exochus guttatus
Exochus guttatus là một loài tò vò trong họ Ichneumonidae.